# Stefano Bianco
Pour les articles homonymes, voir Bianco (homonymie).
Pas d'image ? Cliquez ici
Stefano Bianco, né le 27 octobre 1985 à Chivasso et mort le 11 mars 2020 à Leinì, est un pilote de vitesse de moto italien.

## Statistiques

### Par saisons
| Saison | Classe  | Moto    | Course | Vainqueur | Podium | Pole | FLap | Pts | Classement |
| ------ | ------- | ------- | ------ | --------- | ------ | ---- | ---- | --- | ---------- |
| 2000   | 125 cm3 | Honda   | 1      | 0         | 0      | 0    | 0    | 0   | NC         |
| 2002   | 125 cm3 | Aprilia | 15     | 0         | 0      | 0    | 0    | 24  | 19e        |
| 2003   | 125 cm3 | Gilera  | 13     | 0         | 0      | 0    | 0    | 24  | 19e        |
| 2004   | 125 cm3 | Aprilia | 1      | 0         | 0      | 0    | 0    | 0   | NC         |
| 2007   | 125 cm3 | Aprilia | 8      | 0         | 0      | 0    | 0    | 7   | 24e        |
| 2008   | 125 cm3 | Aprilia | 8      | 0         | 0      | 0    | 0    | 8   | 27e        |
| 2008   | 250 cm3 | Gilera  | 0      | 0         | 0      | 0    | 0    | 0   | NC         |
| Total  |         |         | 53     | 0         | 0      | 0    | 0    | 46  |            |